# Rosenowo (obwód Burgas)
Rosenowo (bułg. Росеново) – wieś w Bułgarii, w obwodzie Burgas, w gminie Sredec. W 2023 roku liczyła 28 mieszkańców.